# Orizont/La hotar
Orizont/La hotar — подвійний сингл румунського метал-гурту Coma, що складається з першої частини «La hotar» та більш потужної пісні «Orizont». До обох композицій були представлені відеокліпи.

## Відеокліпи
Першим був представлений кліп «La hotar» 24 листопада 2016 року. Головну роль у відео зіграла учасниця румунського дез-метал-гурту «Chaos cult» Diana M. Rose. Протягом тривалості відео жінка в лежачому положенні пересувається на руках натовпу людей, серед яких є і музиканти «Coma».
Другим вийшло відео до пісні «Orizont» 25 листопада. Цього разу схожі дії відбуваються з учасником гурту «Gray Matters» Михаєм Банчилою.
Цікавим фактом є те, що у першому відео пересування йде зправа-наліво, а в другому зліва-направо. Обидва відео були відзняті компанією Black Moon.